# 1554
| [ Edytuj tabelę ]              | |
| Król Polski                    | - 1530 Zygmunt II August 1572 |
| Współksiążęta Andory           | - 1552 Miquel Despuig 1556 - 1517 Henryk II 1555 |
| Król Anglii                    | - 1553 Maria I 1558 |
| Władca Azteków                 | - 1541 Diego de San Francisco Tehuetzquitizin 1554 |
| Elektor Brandenburgii          | - 1535 Joachim II Hektor 1571 |
| Książę Bawarii                 | - 1550 Albrecht V 1579 |
| Sułtan Brunei                  | - 1521 Abdul Kahar 1575 |
| Cesarz Chin                    | - 1521 Jiajing 1566 |
| Król Czech                     | - 1526 Ferdynand I Habsburg 1564 |
| Król Danii                     | - 1534 Chrystian III 1559 |
| Dalajlama                      | - 1543 Sonam Gjaco 1588 |
| Cesarz Etiopii                 | - 1540 Klaudiusz 1559 |
| Król Francji                   | - 1547 Henryk II 1559 |
| Król Hiszpanii                 | - 1516 Karol I 1556 |
| Hrabia Holandii                | - 1515 Karol I Habsburg 1555 |
| Szach Iranu                    | - 1524 Tahmasp I 1576 |
| Państwo Wielkich Mogołów       | - 1553 Muhammad Szah Adil 1555 |
| Władca Inków                   | - 1545 Sayri Tupac 1558 |
| Król Irlandii                  | - 1553 Joanna Grey 1554 - 1554 Maria I Tudor 1558 |
| Cesarz Japonii                 | - 1526 Go-Nara 1557 |
| Kalif                          | - 1520 Sulejman I 1566 |
| Patriarcha Konstantynopola     | - 1546 Dionizy II 1555 |
| Władca Korei                   | - 1545 Myŏngjong 1567 |
| Wielki książę litewski         | - 1530 Zygmunt August 1569 |
| Sułtan Maroka                  | - 1549 Muhammad asz-Szajch 1554 - 1554 Abu Hassun ibn Muhammad 1554 - 1554 Muhammad asz-Szajch 1557                                                                                     |
| Senior Monako                  | - 1532 Honoriusz I 1581 |
| Król Nawarry                   | - 1516 Henryk II 1555 |
| Król Norwegii                  | - 1534 Chrystian III 1559 |
| Sułtan Omanu                   | - 1529 Bakarat ibn Muhammad 1560 |
| Elektor Palatynatu             | - 1544 Fryderyk II 1556 |
| Papież                         | - 1550 Juliusz III 1555 |
| Książę Parmy                   | - 1547 Oktawiusz Farnese 1556 |
| Król Portugalii                | - 1521 Jan III 1557 |
| Książę w Prusach               | - 1525 Albrecht 1568 |
| Car Rosji                      | - 1547 Iwan IV Groźny 1584 |
| Cesarz Rzymski (niemiecki)     | - 1519 Karol V Habsburg 1558 |
| Kapitanowie Regenci San Marino | - 1553 Gio. Antonio Belluzzi Rinaldo di Giovanni Baldi 1554 - 1553 Innocenzo Brancuti Giacomo di Evangelista Belluzzi 1554 - 1554 Marc'Antonio Gozi Francesco di Sebastiano Onofri 1555 |
| Elektor Saksonii               | - 1553 August Wettyn 1586 |
| Król Szkocji                   | - 1542 Maria Stuart 1567 |
| Król Szwecji                   | - 1521 Gustaw I Waza 1560 |
| Król Tajlandii                 | - 1548 Phra Maha Chakkraphat 1568 |
| Sułtan Turków                  | - 1520 Sulejman Wspaniały 1566 |
| Doża Wenecji                   | - 1553 Marcantonio Trivisano 1554 - 1554 Francesco Veniero 1556 |
| Król Węgier                    | - 1526 Ferdynand I 1564 - 1540 Jan II Zygmunt Zápolya 1571 |

Rok 1554 / MDLIV
stulecia: XV wiek ~
XVI wiek ~
XVII wiek

lata: 1544 «
1549 «
1550 «
1551 «
1552 «
1553 «
1554
» 1555
» 1556
» 1557
» 1558
» 1559
» 1564

## Wydarzenia w Polsce
- 24 lutego-4 marca – w Lublinie obradował sejm[1].
- Szczyt produkcji materiałów budowlanych w cegielniach miejskich Krakowa wyprodukowano 383.000 cegieł, 11.500 dachówki okrągłej, 9.000 dachówki szerokiej oraz 59.000 płyt posadzkowych.
- Pierwszy synod kalwiński (w Słomnikach).
- Próba porwania i uwięzienia na zamku biskupim w Lipowcu Marcina Krowickiego teologa i pisarza reformacyjnego[2].

## Wydarzenia na świecie
- 5 stycznia – pożar zniszczył Eindhoven w Holandii.
- 12 stycznia – w odzyskanym Pegu odbyła się koronacja króla Birmy Bayinnaunga.
- 25 stycznia – założono São Paulo w Brazylii.
- 12 lutego – w londyńskiej Tower z rozkazu Marii I stracono Jane Grey, zwaną „dziewięciodniową królową”.
- 25 lipca – w dzień św. Jakuba, patrona Hiszpanii, w katedrze w Winchesterze biskup Stephen Gardiner udzielił ślubu królowej Anglii Marii i księciu Filipowi, regentowi Królestwa Hiszpanii.
- Początek walk o dominację na Morzu Bałtyckim (Dominium Maris Baltici) pomiędzy Danią, Szwecją, Polską i Rosją.

## Urodzili się
- 1 stycznia – Ludwik Wirtemberski (książę) książę Wirtembergii (zm. 1593).
- 9 stycznia lub 15 stycznia – Alessandro Ludovici późniejszy papież Grzegorz XV (zm. 1623).
- 20 stycznia – Sebastian I Aviz był synem księcia Jana (zm. 1578).
- 18 marca – Jozjasz I, hrabia Waldeck-Eisenberg (zm. 1588).
- 26 marca – Charles de Mayenne, książę de Mayenne, pochodził z rodu Gwizjuszy (zm. 1611).
- 28 marca – Iwan Iwanowicz, carewicz wszechruski, następca tronu Wszechrusi (zm. 1581).
- marzec – Richard Hooker, duchowny anglikański, teolog (zm. 1600).
- 5 lipca – Elżbieta Habsburg (1554–1592), arcyksiężniczka austriacka, królowa francuska jako żona Karola IX Walezjusza (zm. 1592).
- 18 września – Anna pomorska (1554–1626), księżniczka pomorska, księżna meklemburska na Güstrowie i Szwerynie, córka Filipa I z dynastii Gryfitów (zm. 1626).
- 3 października – Fulke Greville, angielski pisarz (zm. 1628).
- 20 października – Bálint Balassi, węgierski poeta odrodzenia (zm. 1594).
- 30 listopada – Philip Sidney, angielski poeta i prozaik (zm. 1586).
- 17 grudnia – Ernest Wittelsbach, książę bawarski, elektor i arcybiskup Kolonii (zm. 1612).
- Paul Bril, flamandzki malarz i grafik barokowy (zm. 1626).
- Magdalena Mortęska, reformatorka zakonu benedyktynek, mistyczka, autorka dzieł religijnych (zm. 1631).
- Janusz Ostrogski, książę, kasztelan krakowski, wojewoda wołyński, starosta białocerkiewski, czerkaski, włodzimierski (zm. 1620).
- Sebastian Petrycy, polski lekarz, pisarz medyczny, filozof i tłumacz (zm. 1626).
- Otto Schenking, duchowny katolicki, biskup wendeński (zm. 1637).
- Marcin Szyszkowski, książę siewierski, polski duchowny katolicki (zm. 1630).

## Zmarli
- 12 lutego – Jane Grey, królowa Anglii (ur. 1537)
- 21 lutego – Hieronim Bock, duchowny luterański i botanik, jeden z czołowych naturalistów niemieckich epoki Renesansu (ur. 1498)
- 5 lipca – Hans Eisenmenger, wielokrotny burmistrz Świdnicy
- 27 sierpnia – Jan Grodek, prawnik, rektor Uniwersytetu Krakowskiego